# Haroldius tangkoko
Haroldius tangkoko là một loài bọ cánh cứng trong họ Bọ hung (Scarabaeidae).